# خط مرگ (بازی ویدئویی)
خط مرگ (به انگلیسی: Deadline) یک بازی ماجراجویی تعاملی است که در سال ۱۹۸۲ توسط شرکت اینفوکام منتشر شد. این بازی که توسط مارک بلانک طراحی گردید، یکی از اولین بازی‌های ویدئویی با تم مرموز و جنائی می‌باشد. مانند بسیاری از بازی‌های اینفوکام، بازی خط مرگ نیز از موتور ZIL استفاده می‌کرد که به سازندگان اجازه می‌داد به راحتی و سهولت برای پلتفرم‌های مختلف تولید و منتشر گردد. این عنوان سومین بازی تولید شده اینفوکام می‌باشد.

## داستان و گیم پلی بازی
بازیباز در نقش یک کارآگاه بی نام است که مأمور تحقیق در مورد خودکشی مشکوک یک تاجر بسیار مشهور به نام «مارشال رابنر» در ایالت کنتیکت می‌شود. موضوع به ظاهر بسیار ساده است، جسد مارشال در یک کتابخانه پیدا شده در حالی که درب اتاق از داخل قفل بوده و به ظاهر مارشال در اثر مصرف بیش از حد قرص ضد افسردگی فوت نموده است. اما از نظر کارآگاه یک جای کار مشکل دارد. قهرمان بازی با همکاری سرجوخه «دافی»، تنها ۱۲ ساعت فرصت دارد تا این مشکل را حل کند.
افراد مختلفی در بازی وجود دارند که مظنون می‌باشند. این مظنونین شامل «لسلی رابنر» همسر، «جورج رابنر» پسر قربانی، «آقای مک ناب» باغبان، «خانم رورک» پیشخدمت منزل، آقای باکستر شریک تجاری و دوشیزه «دانبار» منشی قربانی می‌باشند.
دستورهای جدیدی برای این بازی در اختیار بازیباز قرار داده شده‌است و بازیباز می‌تواند هر مظنونی را متهم یا حتی آن را بازداشت نماید. متهم کردن به موقع مظنونین می‌تواند باعث ترس آن‌ها شده و منجر به روشن شدن اطلاعات جدیدی شود. برای بازداشت کردن مظنونان نیاز به جمع‌آوری مدارک و شواهد قوی بر اساس سه اصل مهم می‌باشد: «انگیزه، روش و فرصت عمل قاتل». بدون داشتن این مدارک بازی در حالی به پایان می‌رسد که برای بازیباز شرح می‌دهد متهم مورد نظر بازیباز چگونه از بند اتهامات رهایی یافته‌است. همچنین امکان جستجو و بررسی اشیاء نیز در بازی وجود دارد که بازیباز می‌تواند اقدام به بررسی اثر انگشت روی اشیاء کرده یا از همکار خود (سرجوخه دافی) بخواهد که عمل بررسی را انجام دهد.

## محتویات بازی
هنگام ساخت بازی توسط مارک بلانک، او به دلیل محدودیت فضای ذخیره‌سازی فلاپی دیسک (۸۰ کیلوبایت)، نتوانست تمام متن نوشته شده را وارد بازی نماید. به همین دلیل شرکت اینفوکام تصمیم گرفت با همکاری یک آژانس تبلیغاتی اقدام به تهیه وسایلی نماید که مرتبط با داستان بازی بوده و آن‌ها را همراه بازی به کاربران عرضه نماید. این وسایل که به جزئی جدایی ناپذیر از بازی‌های اینفوکام تبدیل شدند با نام feelies شناخته می‌شدند. این عمل برای اولین بار در تاریخ بازی سازی رخ می‌داد و وسایل عرضه شده تماماً با موضوع بازی ارتباط داشته و از کیفیت ساخت بالایی برخوردار بودند. منتقدان و کاربران این عمل شرکت اینفوکام را مورد تقدیر قرار دادند. feelies این بازی شامل موارد زیر بودند:
- یک پوشه پلیس که در یک پلاستیک کوچک قرار داشت و شامل یک دفترچه یادداشت مخصوص کارآگاهان بود.
- سه قرص سفید رنگ که در کنار جسد مارشال رابنر و در صحنه قتل اتفاق افتاده بود (درون یک کیسه پلاستیکی)
- متن بازجویی پلیس از تمام مظنونان
- نامه آقای کاتس (وکیل قربانی) به رئیس پلیس
- یک تفهیم‌نامه رسمی از دپارتمان پلیس "لیک ویل" در ایالت کنتیکت
- یک گزارش آزمایشگاهی از فنجانی که قربانی قبل از مرگش از آن چای نوشیده است.
- یک عکس از صحنه جنایت که به‌طور واضح خط سفید دور جنازه قربانی را نشان می‌دهد

(در ویرایش‌های بعدی این بازی که به نسخه "grey-box" معروف است، بسیاری از این محتویات به جای آنکه در ورق‌های جداگانه چاپ شوند، به صورت یکپارچه درآمدند)
امکان کپی کردن این وسایل توسط کاربران بسیار سخت بود و اغلب آن‌ها شامل اطلاعاتی بودند که برای اتمام بازی ضروری بود. فایده دیگر این وسایل برای اینفوکام، نحوه کارکرد آن‌ها به مثابه وسیله‌ای برای جلوگیری از کپی غیرقانونی بازی بود و به همین دلیل اینفوکام در تمام بازی‌های بعدی خود این feelies را همراه بازی عرضه نمود.

## نکته‌های بازی
بازی «خط مرگ» شروع کننده بسیاری از ویژگی‌های شرکت اینفوکام بود: اولین بازی جنایی و رمزآلود اینفوکام، اولین بازی این شرکت که از سری بازی‌های Zork نبود و اولین بازی که محتویات (feelies) را در خود داشت. رفتار شخصیت‌های غیرقابل بازی این عنوان، جدا و مستقل از بازیباز می‌باشد
این بازی با درجه سختی «ماهر» (Expert) رتبه‌بندی شده، ضمن اینکه فقط دو راه برای مرگ قهرمان در بازی وجود دارد.

## بازتاب‌ها
نویسنده و منتقد مجله «کامپیوتر گیمینگ ورلد» اگرچه از طریقه حل معمای بازی رضایت نداشت، با این وجود از فضای واقعی، اسناد و فهرست غنی واژگان دستورهای موجود در بازی تمجید کرد. مجله بایت این بازی را محصولی اعجاب‌برانگیز و بسیار لذت بخش توصیف و از داشتن پایان‌های متفاوت بازی تقدیر کرد. مجله «پی سی مگزین» بازی را به عنوان یک محصول با بالاترین کیفیت ممکن معرفی کرد که هیچ گونه خدشه و نقصی در آن مشاهده نمی‌شود. این بازی همچنین موفق به دریافت عنوان «بهترین بازی کامپیوتری ماجراجویی» در چهارمین مراسم Arkie Awards گردید. هفته‌نامه The New York Times Book Review چند ماه بعد طی مروری بر بازی به نحوه روایت داستان بازی و شخصیت پردازی آن اشاره نمود. K-Power به این بازی نمره ۸ از ۱۰ را داد و در مورد آن نوشت: «بسیار هیجان انگیز و بهتر از سری بازی Zork است و بازیباز ساعت‌ها از این عنوان لذت خواهد برد.»